# Władysław Markiewicz (sędzia)
Władysław Markiewicz (ur. 1877, zm. 21 listopada 1934 we Lwowie) – polski prawnik, sędzia.

## Życiorys
Ukończył studia prawnicze z tytułem doktora. W okresie II Rzeczypospolitej podjął pracę w służbie wymiaru sprawiedliwości.
Pracował jako sędzia w Rohatynie, naczelnik sądu w Niżankowicach, sędzia Sądu Okręgowego w Przemyślu, po czym w drugiej połowie 1927 został mianowany sędzią Sągu Okręgowego we Lwowie. W 1930 został sędzią Sądu Apelacyjnego we Lwowie, a w 1934 wiceprezesem SO we Lwowie. We lwowskim Sądzie Apelacyjnym był przewodniczącym Wydziału Cywilnego.
Zmarł na atak serca 21 listopada 1934 we Lwowie w wieku 57 lat.